# Konrad von Urach
Konrad von Urach (ur. ok. 1170, zm. 30 września 1227) − niemiecki kardynał, cysters.

## Życiorys
Był synem hrabiego Egino IV von Urach i Agnieszki z Zähringen. W 1199 roku wstąpił do klasztoru cysterskiego w Villers (Brabancja), gdzie 10 lat później wybrano go opatem. W 1214 został opatem Clairvaux, a trzy lata później opatem Citeaux i generałem zakonu.
6 stycznia 1219 roku papież Honoriusz III mianował go kardynałem-biskupem Porto e Santa Rufina. W następnych latach służył jako legat papieski we Francji przeciwko katarom (1220-23) oraz w Niemczech w celu promowania krucjaty (1224-26). Polityczne rezultaty tych misji były dość skromne, dużo lepsze efekty Konrad osiągnął na polu wewnątrzkościelnym, podnosząc dyscyplinę w zakonach i wspierając nowe zgromadzenia zakonne (zwł. dominikanów).
Podczas elekcji po śmierci Honoriusza III w marcu 1227 został wybrany na papieża, odmówił jednak przyjęcia tej godności. Zmarł kilka miesięcy później, jego szczątki spoczęły w opactwie Clairvaux. Cystersi czczą go jako błogosławionego (wspomnienie liturgiczne 30 września).